# Akira Kudō
Akira Kudō (jap. 工藤章 Kudō Akira; ur. 1 stycznia 1954 w prefekturze Iwate) – japoński zapaśnik walczący w stylu wolnym. Brązowy medalista olimpijski z Montrealu 1976, w wadze do 48 kg.
Zajął czwarte miejsce na mistrzostwach świata w 1975; piąte w 1973 i szóste w 1974. Złoty medalista igrzysk azjatyckich w 1974. Pierwszy w Pucharze Świata w 1973 roku.